# Rhonda
Rhonda  è un nome proprio di persona inglese femminile.

## Varianti
- Femminili: Ronda[1]

## Origine e diffusione
Il significato è da interpretarsi probabilmente con "buona lancia", dai termini gallesi rhon, "lancia", e da, "bene", "buono", ma potrebbe anche essere stato influenzato dal nome della Rhondda Valley nel distretto di Rhondda Cynon Taff, in Galles meridionale, il cui nome significa "rumorosa".
È utilizzato solo dal XX secolo, e il suo uso potrebbe essere stato in parte ispirato a Margaret Mackworth, Viscontessa di Rhondda, una femminista britannica.

## Onomastico
Non esistono sante che portano questo nome, quindi è adespota. L'onomastico può essere festeggiato in occasione di Ognissanti, il 1º novembre.

## Persone

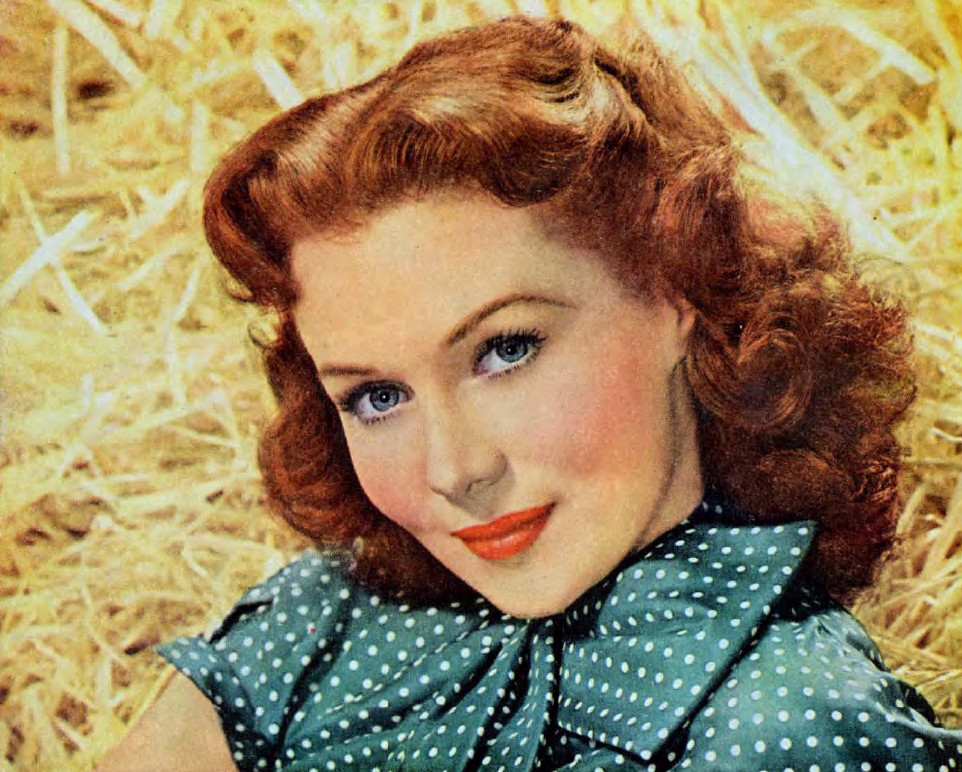
Rhonda Fleming

- Rhonda Byrne, scrittrice australiana
- Rhonda Fleming, attrice statunitense
- Rhonda Mapp, cestista statunitense
- Rhonda La Chanze Sapp, nome completo di LaChanze, attrice, cantante e ballerina statunitense

### Variante Ronda
- Ronda Rousey, artista marziale e judoka statunitense

## Il nome nelle arti
- Rhonda è un personaggio del film del 2004 Cinderella Story, diretto da Mark Rosman.
- Rhonda è un personaggio del film del 2005 Adam & Steve, diretto da Craig Chester.
- Rhonda Blair è un personaggio della serie televisiva Melrose Place.
- Rhonda Blake è un personaggio della serie televisiva Ralph supermaxieroe.
- Rhonda Deane è un personaggio del film del 1992 Chi non salta bianco è, diretto da Spike Lee.
- Rhonda Kimble è un personaggio della serie televisiva 90210.
- Rhonda LeBeck è un personaggio del film del 1990 Tremors, diretto da Ron Underwood.
- Rhonda Reynolds è un personaggio del film del 1999 Fino all'inferno, diretto da John G. Avildsen.
- Rhonda Wilcox è un personaggio della serie televisiva Buffy l'ammazzavampiri.